# Culicoides scoticus
Culicoides scoticus é uma espécie de mosquito da família Ceratopogonidae. A espécie tem sido apontada como possível vetor do vírus da febre catarral ovina na Europa.